# Devario chrysotaeniatus
Devario chrysotaeniatus és una espècie de peix cipriniforme de la família dels ciprínids.

## Morfologia
Els mascles poden assolir els 7,1 cm de longitud total.

## Distribució geogràfica
Es troba al curs superior del riu Mekong a la Xina i Laos.